# Transportul feroviar în Slovacia
Transportul feroviar în Slovacia a început la 21 septembrie 1840, odată cu deschiderea primei linii cu cai de la Bratislava la Svätý Jur (la acea vreme în Regatul Ungariei). Prima linie cu abur, de la Bratislava la Viena, a fost deschisă la 20 august 1848.
Compania modernă Železničná spoločnosť Slovensko a fost fondată în 1993 ca succesoare slovacă a  Československé státní drahy (Căile Ferate de Stat Cehoslovace). Până în 1996 a avut monopolul formal asupra transportului feroviar din Slovacia, care a rămas un monopol de facto până la apariția operatorilor privați care au intrat în rețea la începutul anilor 2010. Printre operatorii privați de servicii de pasageri se numără RegioJet, care operează trenuri între Praga (din Republica Cehă) și Košice; Žilina și Košice; Žilina și Bratislava și pe ruta Komárno - Dunajská Streda - Gara Centrală din Bratislava. Din 2018 operatorul Railjet asigură legătura feroviară de mare viteză spre și dinspre Wien Hauptbahnhof și Zürich.
Din 2002 o lege a împărțit compania: ŽSR a rămas cu întreținerea infrastructurii. Transportul de pasageri și de mărfuri a fost mutat la compania „Železničná spoločnosť, a. s." (ZSSK). În 2005 această nouă companie a fost împărțită în "Železničná spoločnosť Slovensko, a. s." (ZSSK) pentru furnizarea de servicii de transport de pasageri și „Železničná spoločnosť Cargo Slovakia, a. s." (ZSSK Cargo) pentru furnizarea de servicii de marfă. Transportul de marfă este operat de ZSCS și de aproximativ alte 30 de companii private.
Slovacia este membră a Uniunii Internaționale a Căilor Ferate (UIC). Codul de țară UIC pentru Slovacia este 56.

## Trafic intermodal din China
În 2017 un tren de serviciu de testare a containerelor de la Dalian din China până în portul SPaP de pe fluviul Dunărea din Bratislava a ajuns în capitala Slovaciei la 13 noiembrie, după o călătorie de 17 zile prin Rusia și Ucraina. Cele 41 de containere care au transportat mărfuri în valoare de peste 3 milioane de dolari SUA, inclusiv electronice și piese de mașini, au fost transbordate între două ecartamente diferite la trecerea Manzhouli / Zabaykalsk dintre China și Rusia și apoi la Dobrá, Trebišov, la granița dintre Ucraina și Slovacia, unde instalația de transport are două macarale portuare și o capacitate de transbordare de până la 200 000 de containere pe an.

## Companii

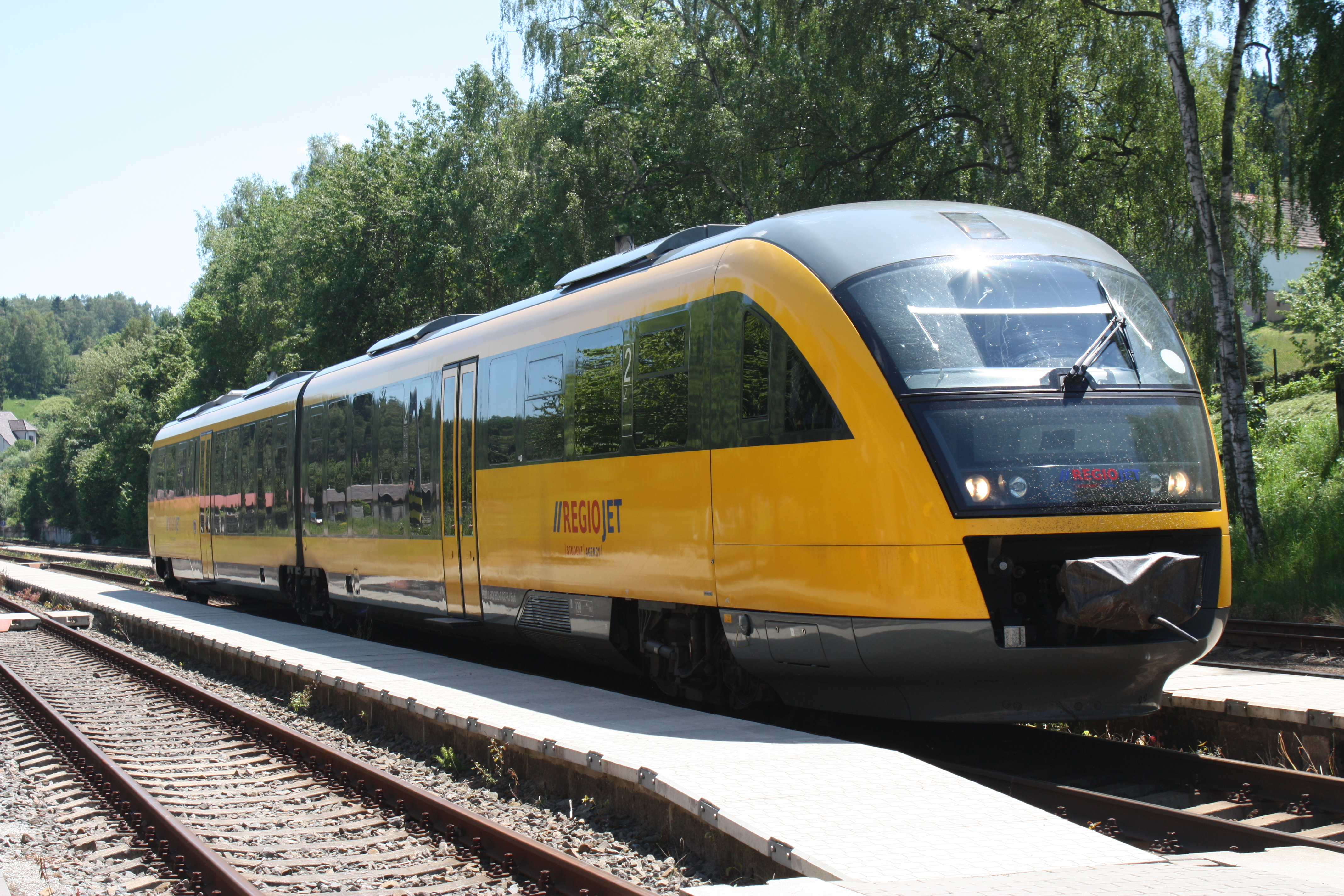
Un tren al RegioJet

- Železnice Slovenskej republiky (ŽSR) - operatorul slovac de stat de infrastructură feroviară
- RegioJet - operator privat de cale ferată de călători
- LEO Express - operator privat de cale ferată de călători
- Arriva - operator feroviar privat de călători
- Calea ferată Čierny Hron (ČHŽ) -   cale ferată cu ecartament îngust 760 mm
- Calea ferată istorică din Vychylovka (HLÚŽ sau OKLŽ) -   cale ferată cu ecartament îngust de 760 mm, deținută de Muzeul Kysuce
- Calea ferată a Muzeului Agricol Nitra (NPŽ) -    cale ferată cu ecartament îngust de 760 mm
- Železničná spoločnosť Slovensko a. s. (ZSSK) - Operator de stat de trenuri de pasageri
- Železničná spoločnosť Cargo Slovacia a. s. (ZSSK Cargo sau ZSCS) - Operator de stat de trenuri de marfă

## Legături feroviare către țările adiacente
- Același ecartament 1,435 mm   
  - Austria - schimbare de tensiune 25 kV AC/15 kV AC
  - Republica Cehă - aceeași tensiune 3 kV DC sau 25 kV AC
  - Ungaria - aceeași tensiune 25 kV AC (prin nodurile feroviare Rusovce - Rajka, Komárno - Komárom și Štúrovo - Szob ) sau schimbarea tensiunii 3 kV DC / 25 kV AC (la Kechnec - Hidasnémeti sau la Slovenské Nové Mesto - Sátoraljaújhely )
  - Polonia - aceeași tensiune 3 kV DC
- Schimbare de ecartament  1.435 mm/1.520 mm
  - Ucraina - tensiune 3 kV DC